# 景龙桥乡
景龙桥乡，是中华人民共和国湖南省张家界市慈利县下辖的一个乡镇级行政单位。

## 行政区划
景龙桥乡下辖以下地区：
景龙桥村、八步桥村、桐子巷村、大清村、联合村、杨家垭村、二溪村、新丰村、清泉村、景泉村、太坪村和大溪村。